# サリタ (小惑星)
サリタ (796 Sarita) は小惑星帯の小惑星である。ドイツの天文学者カール・ラインムートがハイデルベルクで発見した。
名前の由来は不明である。